# Великий Дор
Великий Дор (рос. Большой Дор) — присілок у складі Грязовецького району Вологодської області, Росія. Входить до складу Сидоровського сільського поселення.

## Населення
Населення — 7 осіб (2010; 10 у 2002).
Національний склад (станом на 2002 рік):
- росіяни — 100 %